# قطعنامه ۱۱۱۳ شورای امنیت
قطعنامه ۱۱۱۳ شورای امنیت سازمان ملل متحد که در تاریخ ۱۲ ژوئن ۱۹۹۷ تصویب شد، سندی بین‌المللی دربارهٔ بررسی وضعیت در تاجیکستان بر سر امتداد مرز بین تاجیکستان و افغانستان است. این قطعنامه طی نشست ۳۷۸۸ام با ۱۵ رای موافق، ۰ مخالف و ۰ ممتنع تصویب شد.